# 本多忠良
本多 忠良（ほんだ ただなが）は、江戸時代中期の大名。幕府では側用人、老中を務めた。越後国村上藩の第2代藩主、三河国刈谷藩主、下総国古河藩の初代藩主。官位は従四位下・侍従、中務大輔。忠勝系本多家宗家8代。

## 生涯
本多平八郎家の分家筋にあたる播磨国山崎藩主・本多忠英の長男として誕生。宝永6年（1709年）、15万石の本家当主・本多忠孝が12歳で無嗣のまま死去し、本来であれば断絶となるところを、とくに幕命により、分家筋の忠良に継がせることとなった。ただし、藩主死去後の急養子の形であるため、忠良相続後まもなく、10万石減封の上で越後村上から三河刈谷に転封となっている。
幕府では宝永7年（1710年）に6代将軍・徳川家宣より側用人に抜擢され、翌年には侍従に上げられて席次は老中に次ぐと定められた。正徳2年（1712年）に同じ5万石で三河刈谷から下総古河に移封となる。7代将軍・家継が死去し、享保元年（1716年）に紀州藩から徳川吉宗が8代将軍に就任すると側用人を解職されて帝鑑間席に戻ったが、忠良は平八郎家の嫡流であるとして、5万石ながら逆に10万石の格式を許された。
享保19年（1734年）には西の丸老中、翌年には本丸老中となり再び国政の表舞台に復帰した。延享3年（1746年）に老中職を退き、宝暦元年（1751年）に古河藩主在任のまま死去した。

## 年譜
- 1690年（元禄3年）  誕生
- 1709年（宝永6年） 本多平八郎家相続
- 1710年（宝永7年） 従四位下・中務大輔に叙任し、側用人にあげられる。三河刈谷に転封。
- 1711年（正徳元年）　侍従にあげ席次は老中に次ぐと定められる
- 1712年（正徳2年） 下総古河藩に転封
- 1716年（享保元年） 側用人を免ぜられ、帝鑑間席に戻される
- 1734年（享保19年） 西丸老中
- 1735年（享保20年）　西丸から本丸老中に転ずる
- 1746年（延享3年）　老中を退く
- 1751年（宝暦元年）　6月1日卒。享年62。

## 系譜
父母
- 本多忠英（実父）
- 錦織八郎太夫の娘 ー 側室（実母）
- 本多忠孝（養父）

正室
- 勝 ー 本多政利の娘

子女
- 本多忠敞（長男）
- 本多忠亮（三男）
- 本多忠寛（五男）
- 水野忠辰正室